# Koczowo (Rosja)
Koczowo (ros. Кочёво) – wieś (sieło) w Rosji, w Kraju Permskim, ośrodek administracyjny rejonu koczowskiego. W 2010 liczyła 3504 mieszkańców.